# Peggy Waleska
Peggy Waleska (ur. 11 kwietnia 1980 w Pirnie) – niemiecka wioślarka.

## Osiągnięcia
- Mistrzostwa Świata – Lucerna 2001 – czwórka podwójna – 1. miejsce[1].
- Mistrzostwa Świata – Sewilla 2002 – czwórka podwójna – 1. miejsce[1].
- Mistrzostwa Świata – Mediolan 2003 – czwórka podwójna – 3. miejsce[1].
- Mistrzostwa Świata – Gifu 2005 – jedynka – 8. miejsce[1].
- Mistrzostwa Świata – Eton 2006 – jedynka – 12. miejsce[1].
- Mistrzostwa Świata – Monachium 2007 – dwójka podwójna – 6. miejsce[1].
- Mistrzostwa Świata – Poznań 2009 – czwórka podwójna – 3. miejsce[1].